# Aceite de ruda
El aceite de ruda se obtiene por destilación de todas las partes de esta planta y especialmente, de su fruto. 
Es de color rojo, de sabor muy pronunciado y ardoroso, de poco color. Por reposo produce un sedimento resinoso. Posee todas las propiedades de la planta.